# セントヘレナ・ポンド
セントヘレナ・ポンド (Saint Helena pound) は南大西洋上にあるイギリスの海外領土、セントヘレナとアセンション島の通貨である。レートはUKポンドと等価に固定されている。通貨コードはSHP。

## 概要

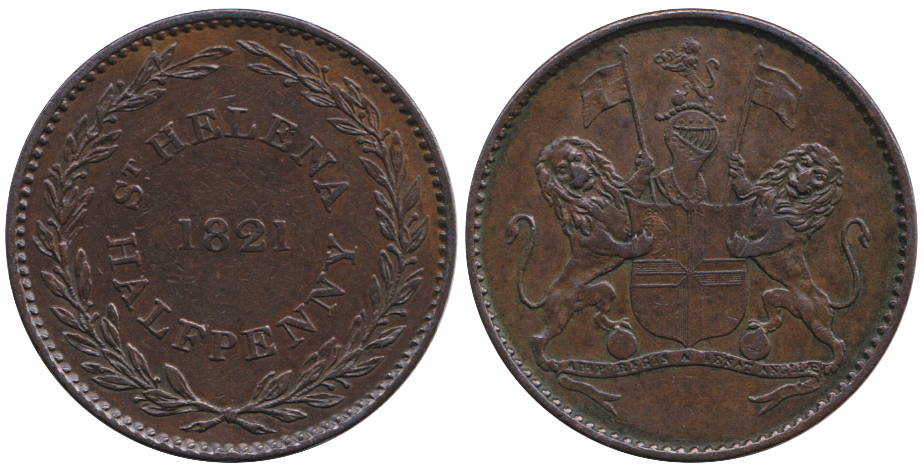
1/2 ペニー, 1821

セントヘレナには固有の中央銀行が存在せず、銀行業務は商業銀行であるセントヘレナ銀行のみが取扱っている。セントヘレナ・ポンドはセントヘレナ銀行ではなく、セントヘレナ政府によって発行されている。
なお、両島はさらに南方のトリスタンダクーニャと共にセントヘレナ・アセンションおよびトリスタンダクーニャを構成しているが、トリスタンダクーニャではセントヘレナ・ポンドではなく、イングランドおよびウェールズで発行されるスターリング・ポンドが流通している。